# Draft NFL 1975
Il Draft NFL 1975 si è tenuto dal 28 al 29 1975.

## Primo giro
|  | = Pro Bowler |

|  | = Hall of Famer |

| Scelta | Squadra              | Giocatore        | Ruolo            | College                       |
| ------ | -------------------- | ---------------- | ---------------- | ----------------------------- |
| 1      | Atlanta Falcons      | Steve Bartkowski | Quarterback      | University of California      |
| 2      | Dallas Cowboys       | Randy White      | Defensive tackle | Università del Maryland       |
| 3      | Baltimore Colts      | Ken Huff         | Guardia          | University of North Carolina  |
| 4      | Chicago Bears        | Walter Payton    | Running back     | Jackson State University      |
| 5      | Cleveland Browns     | Mack Mitchell    | Defensive end    | University of Houston         |
| 6      | Houston Oilers       | Robert Brazile   | Linebacker       | Jackson State University      |
| 7      | New Orleans Saints   | Larry Burton     | Wide receiver    | Purdue                        |
| 8      | San Diego Chargers   | Gary Johnson     | Defensive Tackle | Grambling State University    |
| 9      | Los Angeles Rams     | Mike Fanning     | Defensive Tackle | Notre Dame                    |
| 10     | San Francisco 49ers  | Jimmy Webb       | Defensive Tackle | Mississippi State University  |
| 11     | Los Angeles Rams     | Dennis Harrah    | Offensive tackle | Miami (FL)                    |
| 12     | New Orleans Saints   | Kurt Schumacher  | Offensive Tackle | Ohio State University         |
| 13     | Detroit Lions        | Lynn Boden       | Guard            | South Dakota State University |
| 14     | Cincinnati Bengals   | Glenn Cameron    | Linebacker       | University of Florida         |
| 15     | Houston Oilers       | Don Hardeman     | Running Back     | Texas A&I                     |
| 16     | New England Patriots | Russ Francis     | Tight end        | University of Oregon          |
| 17     | Denver Broncos       | Louis Wright     | Defensive back   | San José State University     |
| 18     | Dallas Cowboys       | Tom Henderson    | Linebacker       | Langston University           |
| 19     | Buffalo Bills        | Tom Ruud         | Linebacker       | University of Nebraska        |
| 20     | Los Angeles Rams     | Doug France      | Offensive Tackle | Ohio State University         |
| 21     | St. Louis Cardinals  | Tim Gray         | Defensive Back   | Texas A&M University          |
| 22     | San Diego Chargers   | Mike Williams    | Defensive Back   | Louisiana State University    |
| 23     | Miami Dolphins       | Darryl Carlton   | Offensive Tackle | University of Tampa           |
| 24     | Oakland Raiders      | Neal Colzie      | Defensive Back   | Ohio State University         |
| 25     | Minnesota Vikings    | Mark Mullaney    | Defensive End    | Colorado State University     |
| 26     | Pittsburgh Steelers  | Dave Brown       | Defensive Back   | University of Michigan        |

## Hall of Fame
All'annata 2012, tre giocatori della classe del Draft 1975 sono stati inseriti nella Pro Football Hall of Fame:
- Walter Payton, running back da Jackson State scelto come quarto assoluto dai Chicago Bears.

Induzione: Professional Football Hall of Fame, classe del 1993.
- Randy White, defensive tackle scelto come secondo assoluto dai Dallas Cowboys.

Induzione: Professional Football Hall of Fame, classe del 1994.
- Fred Dean, defensive end da Louisiana Tech scelto nel secondo giro come 33º assoluto dai San Diego Chargers.

Induzione: Professional Football Hall of Fame, classe del 2008.